# Aeroportul Jieyang Chaoshan
Aeroportul Jieyang Chaoshan (IATA: SWA, ICAO: ZGOW) este un aeroport din Jiedong District⁠(d), Jieyang⁠(d), Guangdong, Republica Populară Chineză ce deservește zona Shantou⁠(d). Aeroportul a fost tranzitat în 2022 de 3.550.722 de pasageri. A fost deschis în 2011.
Aeroportul dispune de o singură pistă.